# Cabo Caribe
Cabo Caribe es un barrio ubicado en el municipio de Vega Baja en el estado libre asociado  de Puerto Rico. En el Censo de 2010 tenía una población de 3989 habitantes y una densidad poblacional de 314,83 personas por km².

## Geografía
Cabo Caribe se encuentra ubicado en las coordenadas 18°27′52″N 66°22′54″O / 18.46444, -66.38167. Según la Oficina del Censo de los Estados Unidos, Cabo Caribe tiene una superficie total de 12.67 km², de la cual 12.59 km² corresponden a tierra firme y (0.63%) 0.08 km² es agua.

## Demografía
Según el censo de 2010, había 3989 personas residiendo en Cabo Caribe. La densidad de población era de 314,83 hab./km². De los 3989 habitantes, Cabo Caribe estaba compuesto por el 76.74% blancos, el 11.71% eran afroamericanos, el 0.45% eran amerindios, el 0.23% eran asiáticos, el 9.07% eran de otras razas y el 1.8% pertenecían a dos o más razas. Del total de la población el 99.2% eran hispanos o latinos de cualquier raza.